# Międzynarodowe Centrum Promocji, Dialogu, Współpracy Kulturalnej i Edukacji im. Króla Abdullaha Bin Abdulaziz Al Sauda w Janikowie
Międzynarodowe Centrum Promocji, Dialogu, Współpracy Kulturalnej i Edukacji im. Króla Abdullaha Bin Abdulaziz Al Sauda w Janikowie – jednostka działająca w strukturach Miejsko-Gminnego Ośrodka Kultury w Janikowie, mająca za zadanie kształtowanie postaw dialogu, tolerancji, otwartości na współpracę, zrozumienia dla innych kultur i religii.

## Historia
Centrum powstało na podstawie uchwały Rady Miejskiej w Janikowie z dnia 16 września 2005 roku. Działanie to było pokłosiem operacji chirurgicznego rozdzielenia sióstr syjamskich z Janikowa, sfinansowanej przez króla Arabii Saudyjskiej Abd Allah ibn Abd al-Aziz Al Su’uda, który za swoje działanie został honorowym obywatelem miasta, a prezydent RP Lech Kaczyński odznaczył go 25 czerwca 2007 roku Orderem Orła Białego. Władze Arabii przeznaczyły pomoc finansową w kwocie 600 tys. dolarów na adaptację i wyposażenie budynku dawnej szkoły do roli Centrum Dialogu. Instytucja rozpoczęła działalność 28 sierpnia 2008 roku.

## Cele
Do statutowych celów Centrum należą upowszechnianie znajomości dorobku kulturowo-cywilizacyjnego narodów Świata, promowanie dialogu międzycywilizacyjnego, kształtowanie postaw dzieci i młodzieży w duchu tolerancji, otwartości i współpracy oraz zrozumienia dla innych kultur i religii. Organizowane są tu spotkania, konferencje i zajęcia z międzynarodowymi gośćmi, a także prowadzona jest nauka języków obcych. Centrum organizuje również wymiany międzynarodowe młodzieży i dorosłych z terenu gminy Janikowo.

## Siedziba
Siedziba mieści się w zaadaptowanym budynku dawnej szkoły przy ul. 1 maja 8, w najbliższym sąsiedztwie dworca kolejowego w Janikowie.